# Гарцбургіт

Петрохімічна діаграма для перидотитів. Зелене поле — гарцбургіти.

Гарцбургіт — інтрузивна глибинна ультраосновна гірська порода, різновид перидотиту, яка складена олівіном і ромбічним піроксеном (зазвичай енстатитом або бронзитом) і акцесорними хромшпінелідом і магнетитом.
Структура гарцбургіту характеризується відносним ідіоморфізмом олівіну, який зазвичай кількісно переважає над ромбічним піроксеном. Олівін часто переходить в серпентин, по тріщинах, а потім і по всій масі; ромбічний піроксен заміщується баститом.